# Глубокова, Лидия Тимофеевна
Ли́дия Тимофе́евна Глубо́кова (в замужестве — Городнова, 17 сентября 1953, Электросталь, Московская область, РСФСР, СССР — 15 мая 2022, там же) — советская хоккеистка (хоккей на траве), полевой игрок. Бронзовый призёр летних Олимпийских игр 1980 года.

## Биография
Лидия Глубокова родилась 17 сентября 1953 года в городе Электростали Московской области.
Играла в хоккей на траве за «Спартак» из Люберец, в 1979 году в его составе завоевала бронзовую медаль чемпионата СССР, в 1981 году стала чемпионкой.
В 1980 году вошла в состав женской сборной СССР по хоккею на траве на летних Олимпийских играх в Москве и завоевала бронзовую медаль. Играла в поле, провела 5 матчей, мячей не забивала.
В 1981 году стала бронзовым призёром чемпионата мира в Буэнос-Айресе.
Мастер спорта международного класса.
Скончалась 15 мая 2022 года.